# مقاطعة بانكروفت (آيوا)
مقاطعة بانكروفت (بالإنجليزية: Bancroft County)‏ هي إحدى مقاطعات ولاية آيوا في الولايات المتحدة الأمريكية.